# Helena Olsson Smeby
Helena Olsson Smeby (* 2. November 1983 als Helena Olsson in Sysslebäck, Gemeinde Tosrby) ist eine ehemalige schwedische Skispringerin, die ab 2008 für Norwegen startete.

## Werdegang
Olsson ging bereits beim ersten je ausgetragenen Skisprungwettkampf für Frauen an den Start, einem am Rande der Junioren-Weltmeisterschaft 1998 in St. Moritz veranstalteten Demonstrationswettbewerb. Dort belegte sie den siebten Platz. Im Jahr 2000 trat sie beim 2. FIS-Ladies-Grand-Prix an und belegte den neunten Platz in der Gesamtwertung. Beim Grand Prix 2001 wurde sie 16. Im Sommer 2001 nahm sie an den Springen der FIS-Ladies-Tournee teil und belegte den fünften Platz in der Gesamtwertung. Bei ihrer dritten Teilnahme am Grand Prix 2002 konnte sie die Springen in Baiersbronn und Schönwald gewinnen und sicherte sich den dritten Rang in der Grand-Prix-Gesamtwertung. Im März 2002 konnte sie zunächst zwei internationale Springen in Vikersund für sich entscheiden und gewann auch das im Vorprogramm des Weltcups auf dem Holmenkollbakken stattfindende Damenspringen. 2003 nahm sie an zwei in Verbindung mit dem Männer-Continental Cup in Planica ausgetragenen Damenspringen teil, bei denen sie den dritten und vierten Platz belegte. Beim folgenden Ladies Grand Prix 2003 belegte sie den vierten Platz. Am Holmenkollen wurde sie im März Vierte. Bei zwei im Oktober 2003 ausgetragenen Alpencups in Predazzo belegte sie einen zweiten und einen dritten Platz. 2004 trat sie beim Ladies Grand Prix nicht an, konnte jedoch beim Holmenkollen-Springen den vierten Platz belegen und startete als Vorspringerin beim Skifliegen in Vikersund. Im folgenden Jahr trat sie bei zwei in Vikersund stattfindenden Springen des neu eingeführten Ladies-Continental Cups (COC) an und belegte Plätze im Mittelfeld. Danach beendete sie vorerst ihre Karriere, kehrte jedoch 2008 bei den COC-Sommerspringen in Lillehammer zum Skispringen zurück. Vor Beginn der Wintersaison heiratete sie den Skisprungtrainer Jostein Smeby, den Bruder der ehemaligen norwegischen Skispringerin Henriette Smeby, und nahm die norwegische Staatsbürgerschaft an. In der Saison 2008/09 trat sie durchgängig im Continental Cup an und konnte sich dabei regelmäßig unter den besten zehn platzieren. Ihr bestes Resultat war ein vierter Platz am 25. Januar 2009 in Ljubno. Ab Dezember 2009 legte sie eine Wettkampfpause ein und wurde Mutter. Im September 2013 trat sie erstmals wieder bei einem Continental Cup in Lillehammer an und verpasste als Vierte das Podium um einen Punkt. Am 7. Dezember 2013 gab sie ihr Debüt im Skisprung-Weltcup in Lillehammer und wurde 13. Im Verlauf der Saison erreichte sie bei drei Springen Platz 4.
Bei der Olympiapremiere des Damenskispringens belegte sie Rang 14.

## Statistik

### Weltcup-Platzierungen
| Saison  | Platz | Punkte |
| ------- | ----- | ------ |
| 2013/14 | 15.   | 306    |

### Continental-Cup-Platzierungen
| Saison  | Platz | Punkte |
| ------- | ----- | ------ |
| 2004/05 | 35.   | 025    |
| 2008/09 | 12.   | 394    |
| 2009/10 | 32.   | 077    |